# Kostel svatého Vavřince (Černá Hora)
Kostel svatého Vavřince je římskokatolický chrám v městysu Černá Hora v okrese Blansko. Je chráněn jako kulturní památka České republiky. Jde o farní kostel farnosti Černá Hora.

## Historie
Kostel byl postaven v letech 1707–1710. V letech 1840 až 1842 byla přistavěna věž, roku 1859 byla zvětšena sakristie a nad ní byla zbudována oratoř.

## Popis
Jedná se o jednolodní chrám s odsazeným kněžištěm se zaoblenými rohy přiléhá sakristie s oratoří v patře. K lodi se na bocích přimykají mělké kaple, v ose předstupuje hranolová věž. Fasády člení mělké vpadlé výplně. V nich jsou prolomena nízká okna. Hlavní vchod do kostela je podvěžím zaklenutým plackou. Také kněžiště je zaklenuto plackou, v sakristii je zaklenutá klenba s výsečemi. Loď je zaklenuta valeně s výsečemi mezi pasy. Boční kaple mají krátké úseky valené klenby. V západní části lodi je hudební kruchta podklenutá stlačenou valenou klenbou s výsečemi.

## Zařízení
V retabulu mariánského bočního oltáře je pozdně gotická dřevořezba Madony s dítětem z doby kolem roku 1500. Dva soubory klasicistních svícnů pocházejí z první poloviny 19. století. Ve věži zavěšený zvon s reliéfem svatého Floriána byl ulit roku 1843.